# Fusus aurantius
Fusus aurantius là một loài ốc biển, là động vật thân mềm chân bụng sống ở biển trong họ Fasciolariidae.